# 그레벤브로이흐

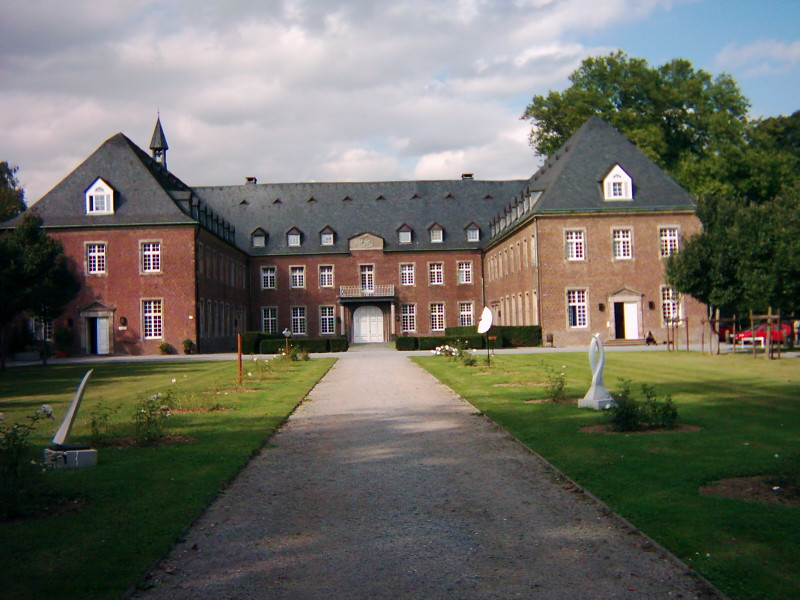
그레벤브로이흐 시토회 수도원

그레벤브로이흐(독일어: Grevenbroich)는 독일 노르트라인베스트팔렌주에 위치한 도시로 면적은 102.6km2, 높이는 54m, 인구는 63,051명(2015년 12월 31일 기준), 인구 밀도는 610명/km2이다.
노이스에서 남서쪽으로 약 15km, 묀헨글라트바흐에서 남동쪽으로 약 15km, 쾰른에서 북서쪽으로 약 30km 정도 떨어진 곳에 위치한다. "독일 에너지의 수도"라는 별칭이 붙을 정도로 여러 발전소들이 들어서 있다.

시 문장